# Каменщиков, Гавриил Васильевич
Гавриил Васильевич Каменщиков (1900—1962) — майор Советской Армии, участник Гражданской и Великой Отечественной войн, дважды Краснознамёнец (1922, 1923).

## Биография
Гавриил Каменщиков родился в 1900 году. В 1918 году пошёл на службу в Рабоче-крестьянскую Красную Армию. Участвовал в боях Гражданской войны, будучи сначала красноармейцем 188-го стрелкового полка, затем пулемётчиком 52-го автобронедивизиона 1-го автобоевого отряда имени Свердлова. Неоднократно отличался в боях.
Особо отличился во время боёв на Юге России, в частности: 9 января 1920 года под Ростовом-на-Дону, в мае того же года — в районе населённых пунктов Дзиньково и Погребищево, 15 июля 1920 года — у деревни Червонная. Приказом Революционного Военного Совета Республики № 154 от 13 июля 1922 года пулемётчик Гавриил Каменщиков был награждён первым орденом Красного Знамени РСФСР.
Во второй раз Каменщиков отличился в 1921 году во время подавления крестьянского восстания на Тамбовщине под предводительством Александра Антонова и боёв с бандой Богуславского, особо проявив себя в бою у деревень Елань и Бакуры. Приказом Революционного Военного Совета РСФСР № 56 от 12 апреля 1923 года пулемётчик Гавриил Каменщиков вторично был награждён орденом Красного Знамени РСФСР.
В 1922 году Каменщиков был демобилизован. В декабре 1941 года он повторно был призван на службу в Рабоче-крестьянскую Красную Армию Никологорским районным военным комиссариатом Ивановской области. Окончил Военно-политическое училище имени Ф. Энгельса, после чего был инструктором политотдела 9-го гвардейского стрелкового корпуса, заместителем по политчасти командира 170-го дорожно-строительного батальона. После войны Каменщиков занимал должность заместителя военного коменданта города Цана (земля Саксония-Анхальт, Германия). В 1946 году в звании майора он был уволен в запас. Умер в 1962 году.
Был также награждён орденом Красной Звезды (25.8.1943), медалями.